# 勝海舟が登場する大衆文化作品一覧
勝海舟が登場する大衆文化作品一覧（かつかいしゅうがとうじょうするたいしゅうぶんかさくひんいちらん）

## 主題とした作品

### 小説
- 子母澤寛「勝海舟」（新潮文庫全6巻 1974年度大河ドラマ原作）
  - 「父子鷹」（上下、新潮文庫、講談社文庫）／「おとこ鷹」 （上下、新潮文庫）
- 村上元三「勝海舟」（徳間文庫 のち人物文庫・学陽書房 2004年）
- 高野澄「勝海舟」（徳間文庫 1989年）
- 津本陽「勝海舟 私に帰せず」上下（幻冬舎文庫 2007年）

### 映画
- 江戸最後の日（1941年、演：阪東妻三郎）キネマ旬報ベストテン第5位
- 父子鷹（1956年、演：北大路欣也）

### テレビドラマ
- 勝海舟（1974年・NHK大河ドラマ、演：渡哲也→松方弘樹）
- 勝海舟（1990年・日本テレビ年末時代劇スペシャル、演：田村正和→田村亮）
- 父子鷹 (1994年・日本テレビ、演：市川染五郎)

### 歌謡曲
- 長編歌謡浪曲 勝海舟（三波春夫、1974年）
- 勝海舟（尾形大作、1988年）

## 登場する作品

### テレビドラマ
- 『三姉妹』（1967年、NHK大河ドラマ、演：内藤武敏）
- 『竜馬がゆく』（1968年、NHK大河ドラマ、演：加東大介）
- 『新十郎捕物帖・快刀乱麻』（1973年、朝日放送、演：池部良）
- 『竜馬がゆく』（1982年、テレビ東京、演：若林豪）
- 『幕末青春グラフィティ 坂本竜馬』(1982年、日本テレビ、演：石坂浩二)
- 『幕末青春グラフィティ 福沢諭吉』(1985年、TBS、演：石坂浩二)
- 『田原坂』（1987年・日本テレビ年末時代劇スペシャル、演：萬屋錦之介）
- 『五稜郭』（1988年・日本テレビ年末時代劇スペシャル、演：津川雅彦）
- 『坂本龍馬』（1989年、TBS大型時代劇スペシャル、演：滝田栄）
- 『翔ぶが如く』（1990年、NHK大河ドラマ、演：林隆三）
- 『必殺スペシャル・新春 大暴れ仕事人! 横浜異人屋敷の決闘』（1990年、テレビ朝日、演：舛添要一）
- 『竜馬におまかせ!』（1996年、日本テレビ、演：内藤剛志）
- 『竜馬がゆく』（1997年、TBS大型時代劇スペシャル、演：西田敏行）
- 『徳川慶喜』（1998年、NHK大河ドラマ、演：坂東八十助）
- 『またも辞めたか亭主殿〜幕末の名奉行・小栗上野介〜』（2003年、NHK正月時代劇、演：西村雅彦）
- 『竜馬がゆく』（2004年、TBS新春ワイド時代劇、演：柄本明）
- 『新選組!』（2004年、NHK大河ドラマ、演：野田秀樹）
- 『篤姫』（2008年、NHK大河ドラマ、演：北大路欣也）
- 『JIN-仁-』（2009年・2011年、TBS、演：小日向文世）
- 『龍馬伝』（2010年、NHK大河ドラマ、演：武田鉄矢）
- 『八重の桜』（2013年、NHK大河ドラマ、演：生瀬勝久）
- 『西郷どん』（2018年、NHK大河ドラマ、演：遠藤憲一）
- 『小吉の女房』（2019年・2021年、NHKBS時代劇、演：福冨慶士郎、鈴木福、稲葉友）
- 『明治開化 新十郎探偵帖』（2020年、NHKBS時代劇、演：高橋克典）

### テレビ番組
- 『天皇の世紀・第二部』（1973年、朝日放送、演：山本學…#9・#12）

### 映画
- 『幕末高校生』（2014年、演：玉木宏）
- 『天外者』（2020年、演：丸山智己）

### 漫画
- 『少年勝海舟』（夢野凡天、1950年代）[1][2]
- 『勝海舟』（原作辻真先、作画石川賢、1974年）[3]
- 『風雲児たち』（みなもと太郎、1979年 - 2020年）
- 『陽だまりの樹』（手塚治虫、1981年 - 1986年）
- 『勝海舟 : 江戸城あけわたし』（ムロタニツネ象、1984年）[4]
- 『お〜い!竜馬』（原作武田鉄矢、作画小山ゆう、1986年 - 1996年）
- 『爆末伝』（石川賢、1994年頃[5]、コミックス発刊1994年 - 1995年）[6][7][8]
- 『サカモト』[9]（山科けいすけ、1996年 – 2001年）
- 『王道の狗』（安彦良和、1998年 - 2000年）
- 『JIN-仁-』（村上もとか、2000年 - 2010年）
- 『大奥 (漫画)』（よしながふみ、2004年 - 2021年）
- 『AZUMI』（小山ゆう、2009年 - 2014年）
- 『勝海舟』（安彦良和、2010年）[10]
- 『勝海舟』（万乗大智、2012年）[11]
- 『勝海舟』（原作水谷俊樹、作画中島健志、2013年）[12]
- 『ねこねこ日本史』（そにしけんじ、2014年[13] - ）
- 『竜馬がゆく』（原作司馬遼太郎、漫画鈴ノ木ユウ）

### テレビアニメ
- 『まんが日本史 (日本テレビ)』（日本テレビ、演：池水通洋）
- 『ねこねこ日本史』（Eテレ、演：佐々木義人）

### テーマパーク
- 『ミート・ザ・ワールド』（東京ディズニーランド、演：八代駿）

### 小説
- 『明治開化 安吾捕物帖』（坂口安吾、1950 - 1952年、日本出版協同、角川文庫ほか） - 氷川に隠棲している勝海舟が、常に推理を外す「トンマな探偵」として登場する。
- 『仰ぎ見る大樹』（戸辺秀、2000年、健友館） - 「統計学の開祖」杉亨二の生涯を勝海舟との師弟愛を交えて描く。[14]